# Hyrum Pope
Hyrum Conrad Pope (2 de diciembre de 1880  – 24 de agosto de 1939)fue un arquitecto de alemán radicado en el territorio de Utah, Estados Unidos. Pope fue autor de importantes obras arquitectónicas en todo el oeste de Estados Unidos y Canadá. Asistió a la escuela en el Instituto de Arte de Chicago, donde recibió la influencia del estilo arquitectónico de la Prairie School . En 1910, abrió un estudio de arquitectura con Harold W. Burton ( Pope & Burton ) en Salt Lake City, Utah. Pope diseñó una variedad de lugares de culto para muchas religiones, edificios cívicos y hogares, algunos de los cuales figuran en el Registro Nacional de Lugares Históricos .

## Arquitectura del templo
Como jóvenes arquitectos, Pope & Burton ganaron concursos de diseño para dos de sus obras más conocidas, los templos de Cardston Alberta y Laie Hawaii para la Iglesia de Jesucristo de los Santos de los Últimos Días (Iglesia SUD). Más tarde se convirtió en presidente de la Junta de Arquitectos del Templo de la iglesia y supervisó el diseño y la construcción de los templos de Idaho Falls, Idaho y Los Ángeles, California. Burton sirviójj como ingeniero y supervisor de obras para la empresa. En el acto de dedicación del Templo de Cardston, Alberta, Pope comentó que la arquitectura del templo debe combinar elementos tanto antiguos como modernos. 

## Vida personal
Hyrum Pope nació en Fürth, Baviera y emigró a los Estados Unidos cuando era adolescente. Pope se casó con Eliza Rutishauser. Su hijo Theodore Pope también ejerció la arquitectura. Pope murió inesperadamente de un aparente ataque cardíaco en Preston, Idaho, en 1939 mientras inspeccionaba la construcción del palacio de justicia del condado de Franklin . 

## Obras destacadas

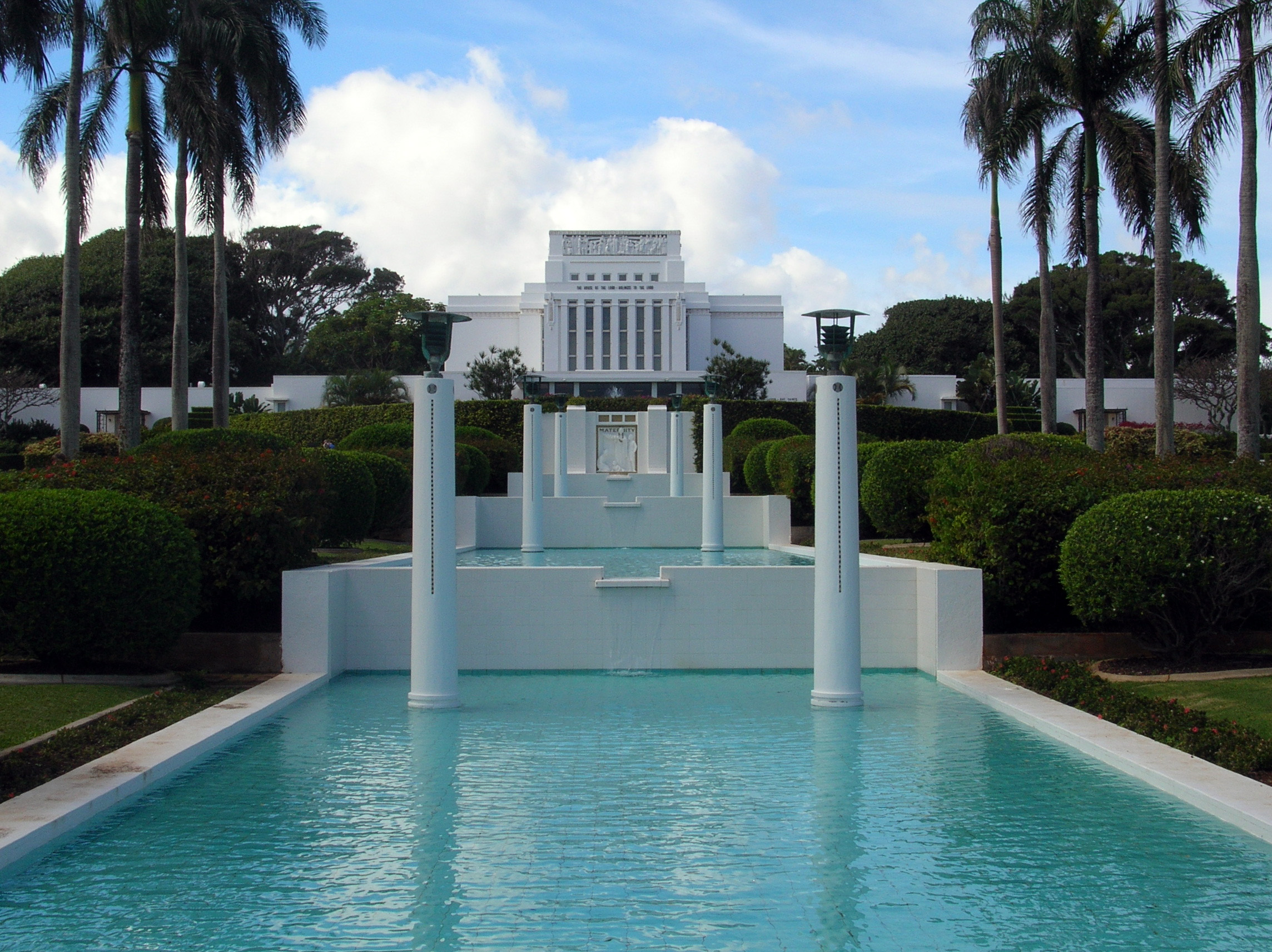
Templo de Laie Hawaii(1919)
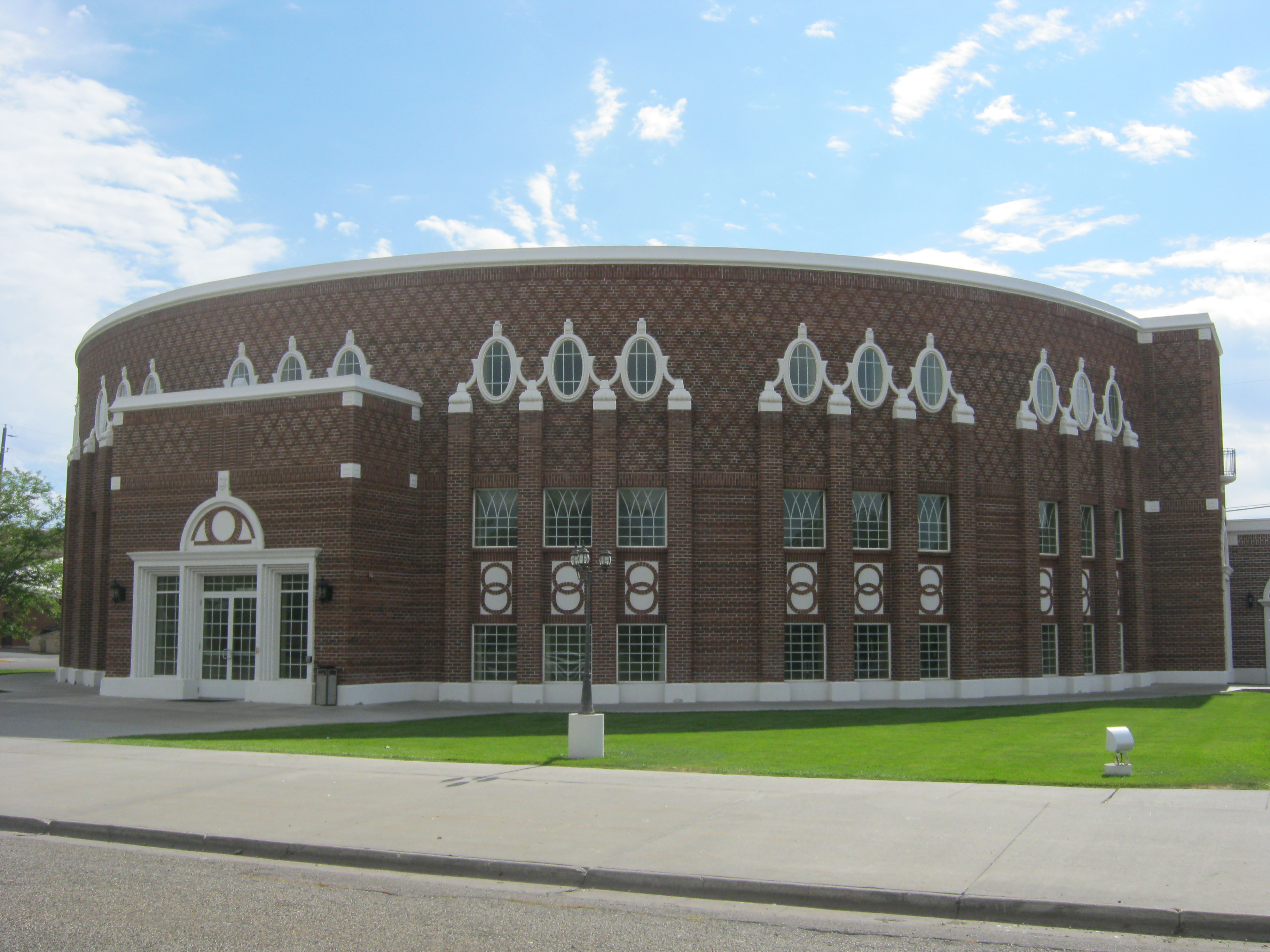
Tabernáculo Pie Negro(1921) *NRHPincluido
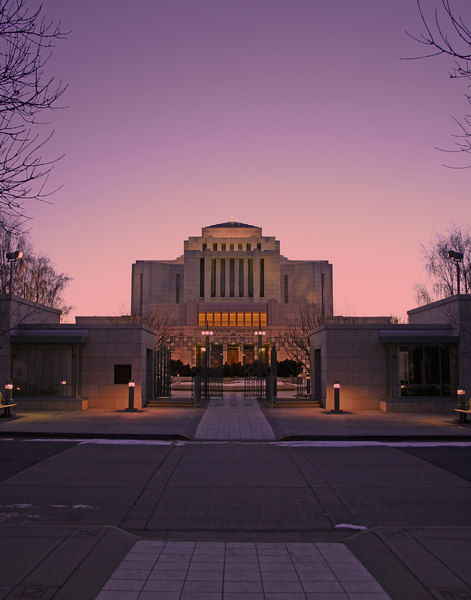
Templo de Cardston Alberta(1923) * Listado porNHSC
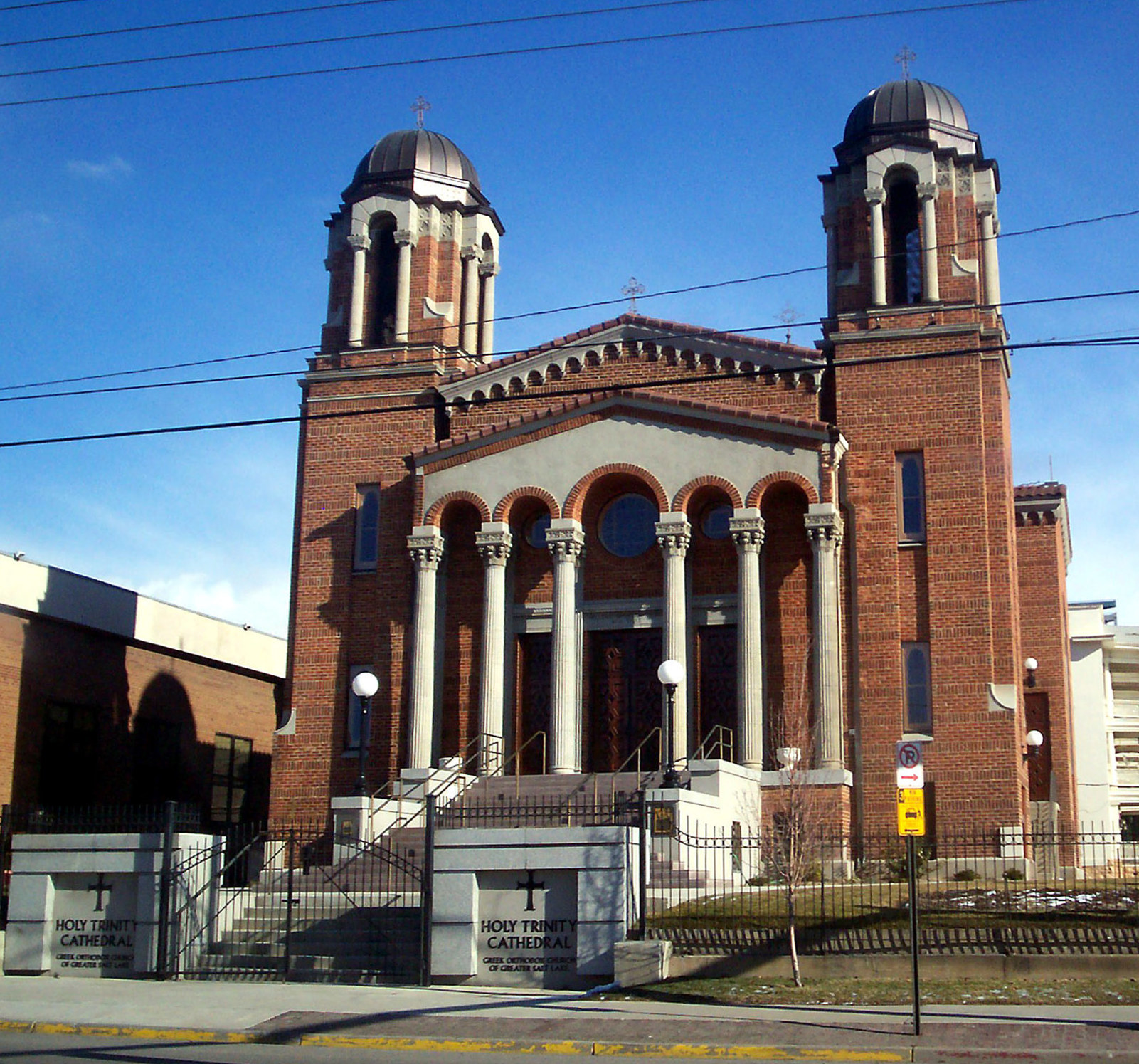
Catedral de la Santísima Trinidad (Salt Lake City, Utah)(1923) * Listado porNRHP
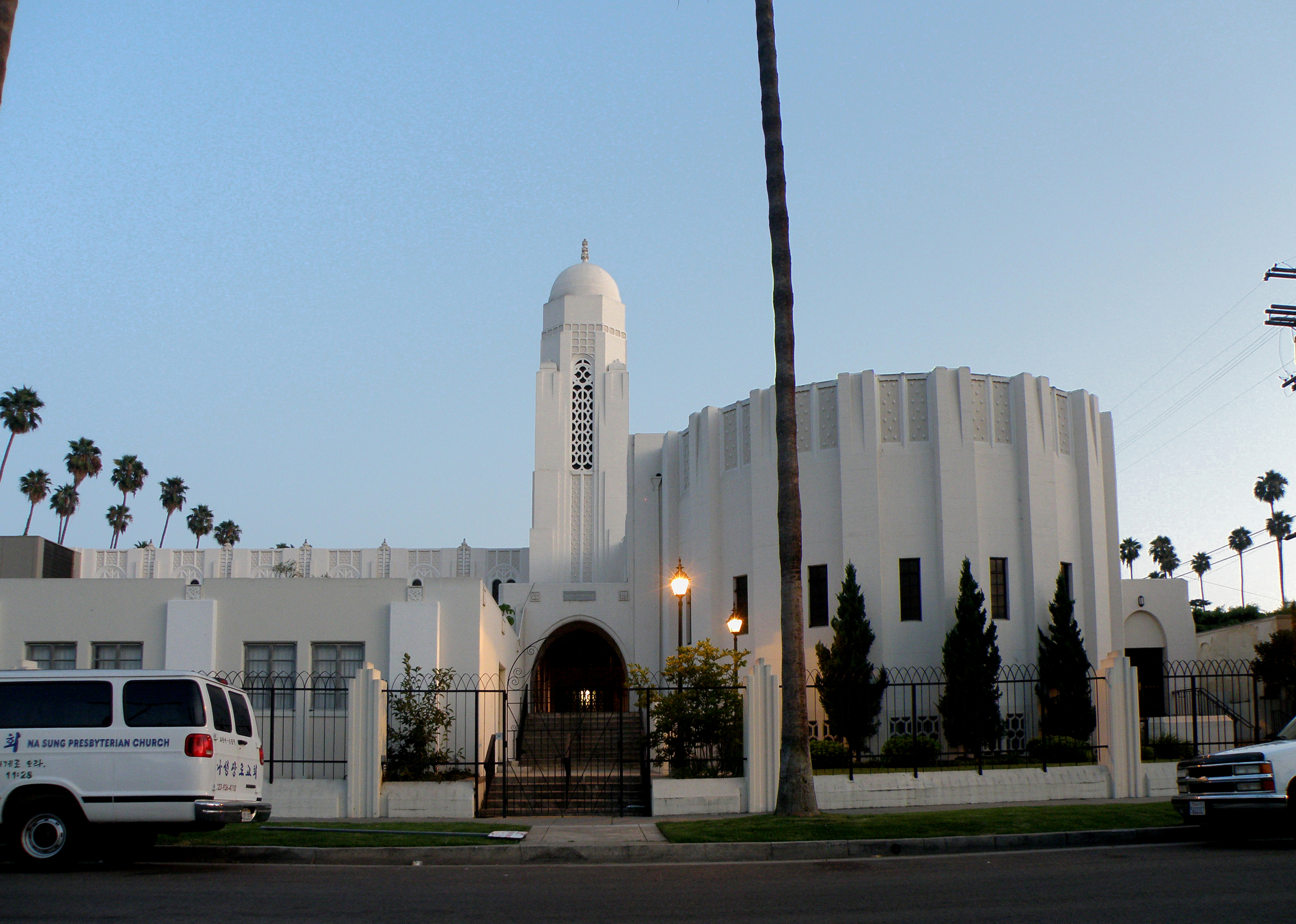
Barrio Capilla de Wilshire(1929) *LAHCMincluido)
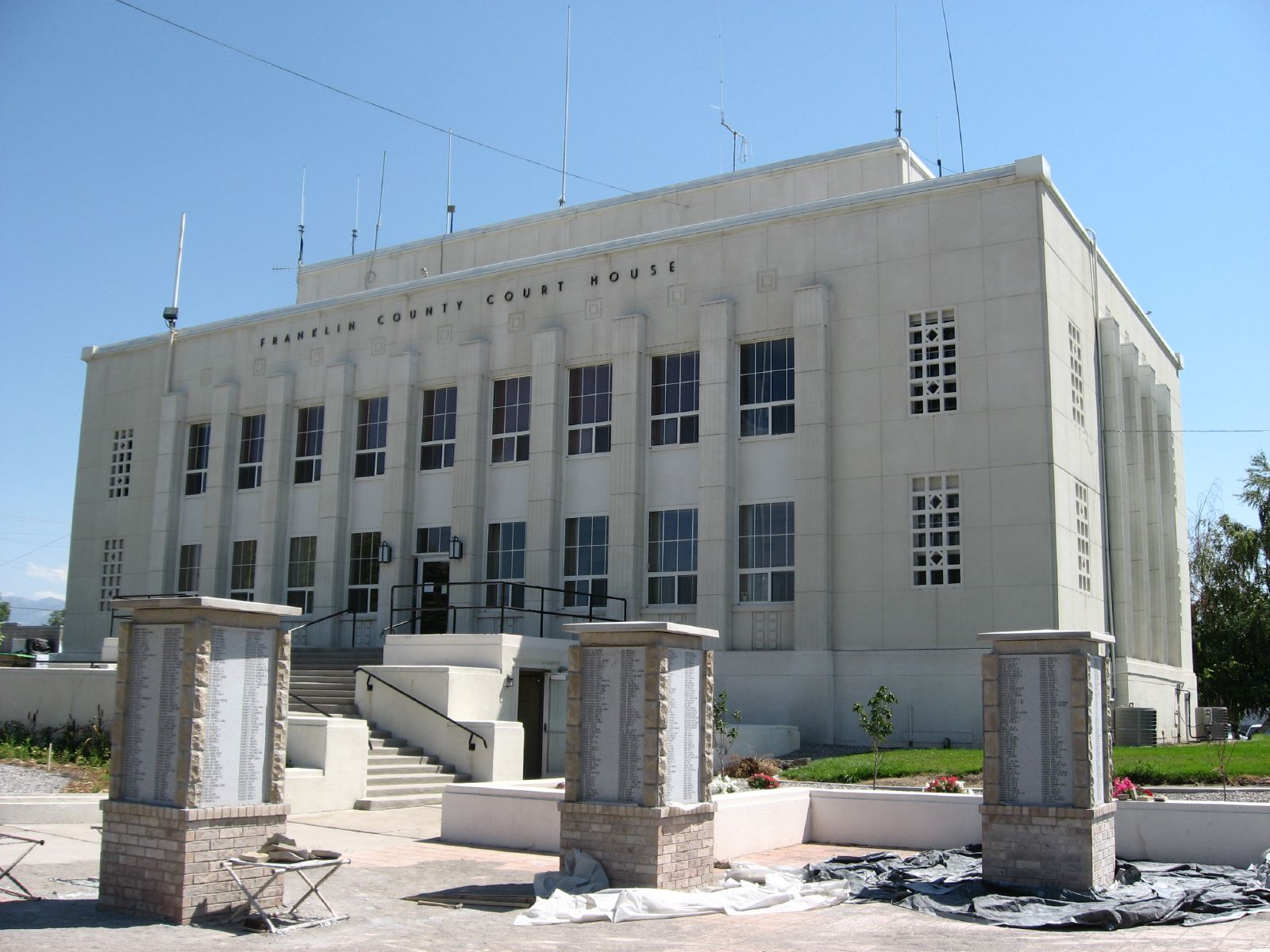
Palacio de Justicia del Condado de Franklin (Idaho)* Listado porNRHP
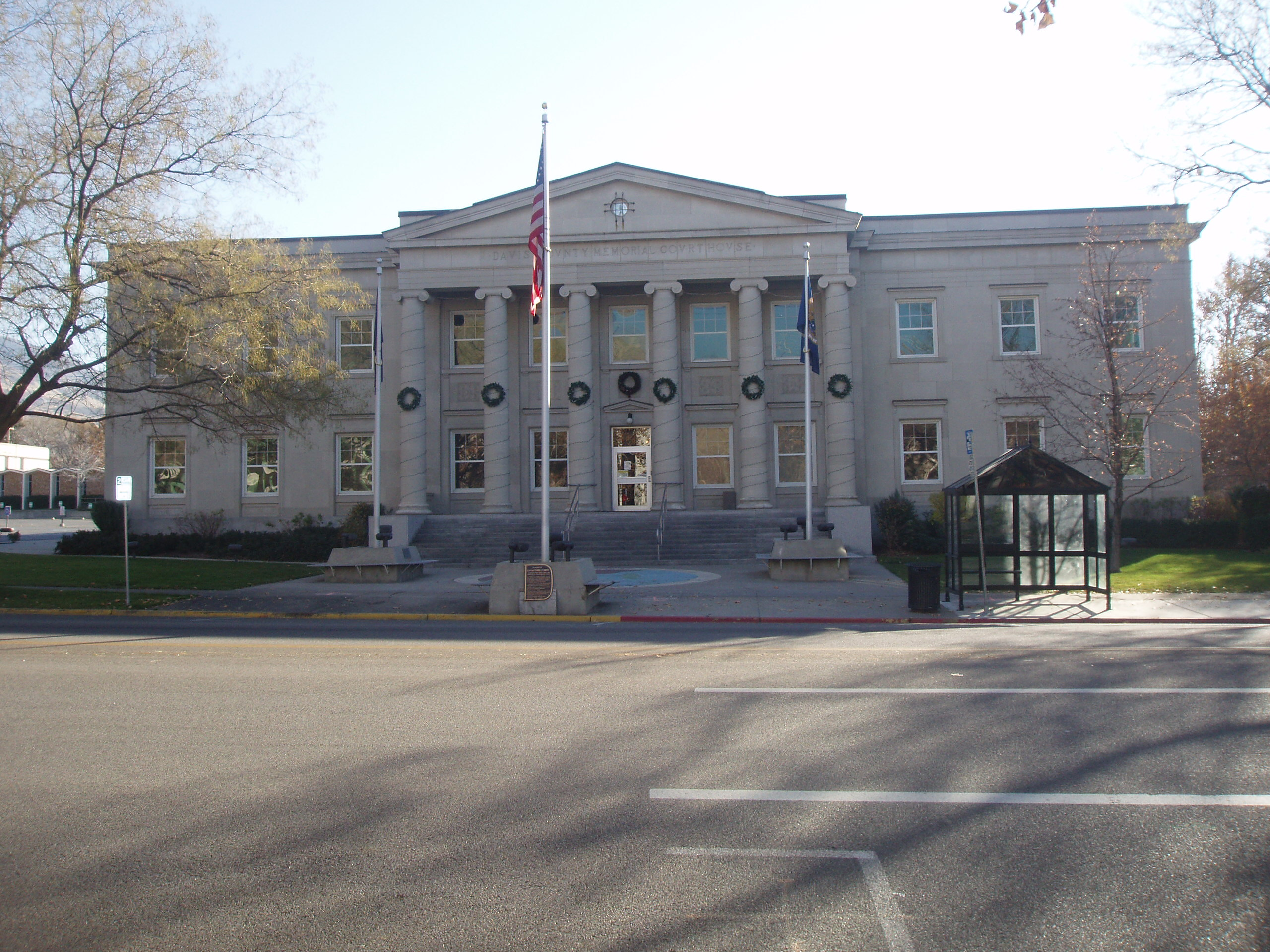
Palacio de justicia del condado de Davis (1929)

### Otras obras existentes
- Casa Malcolm y Elizabeth Keyser (1913), incluida en la lista del NRHP
- Casa de Julia Budge Nibley (1914)
- Casa de Walter Scott Weiler (1914)
- Iglesia Episcopal de San Pablo - Salt Lake City (1917)
- Centro de reuniones de la Capilla de Brooklyn (1917). Actualmente la Iglesia Bautista Evening Star en Franklin y Gates
- Centro de reuniones del primer barrio de Denver (1918)
- Capilla Vernal del Segundo Barrio (1918)
- Capilla del barrio de Centerville (1918)
- Centro de reuniones del barrio de Highland Park (1924). Diseñado por Burton y Papa. [8] Listado por NRHP en el distrito histórico de Highland Park (Salt Lake City, Utah)
- Edificio Ezra Thompson (1924). También conocido como el antiguo edificio Salt Lake Tribune )
  - Tribune Building (Salt Lake City, Utah) (1924), por Pope & Burton, incluido en la lista del NRHP
- Fachada de la Casa Memorial (1926), en Memory Grove (Salt Lake City)
- Centro de reuniones del primer barrio de Provo (1926)
- Phoenix Second Ward Meetinghouse, listado por el NRHP en el distrito histórico de Roosevelt
- University Ward Chapel (1929), incluida en el NRHP en el distrito histórico del vecindario universitario (Salt Lake City, Utah)
- LeConte Stewart House, Kaysville, Utah, listado por el NRHP
- Palacio de justicia del condado de Franklin, Preston, Idaho, listado por el NRHP

### Obras derribadas
- Capilla del Barrio de Emigración (1910-)
- Centro de reuniones del primer barrio de la estaca Liberty (1911-1976)
- Centro de reuniones del primer barrio de Park Stake (1913-1976), anteriormente incluido en la lista del NRHP
- Capilla Nefi del Primer y Segundo Barrio (1915)
- Capilla del barrio de Hyde Park (1918)